# うれD
『うれD』は、GReeeeNの8枚目のオリジナルアルバム。2018年4月11日にZEN MUSICから発売された。

## 解説
オリジナルアルバムとしては前作『縁』から約1年7ヶ月ぶりとなる作品。タイトルには、「うれしいを通りこしてもはやうれD」という意味が込められている。
通常版「CD」のみ、初回限定版A「CD+DVD+オリジナルVRスコープ」、
初回限定版B「CD+DVD」の計3形態で発売。初回限定版のCDにはボーナス・トラックが収録された。

アルバム「縁」以降に発売されたシングルのうち、「暁の君に」と「テトテとテントテン with whiteeeen」は収録されていないが、ミュージック・ビデオは初回盤DVDに収録されている。

## 収録曲
- 全作詞・作曲 : GReeeeN

1. 超・風 [3:36]
  - フジテレビ系スポーツニュース番組「S-PARK」テーマソング
2. 11 [3:19]
3. 恋 [4:07]
  - 映画 ママレード・ボーイ主題歌
4. ハロー カゲロウ [4:30]
  - 31stシングル
  - フジテレビ系平昌オリンピック中継主題歌
5. ユメノート [5:04]
  - 日本歯科医師会テーマソング
  - BS-TBS「夢の鍵」テーマソング
  - 3年越しの初CD化
6. ヘピヘピホリデイ [2:59]
7. 4 ever ドーン!!!!! [4:37]
  - ONE PIECE LIVE ATTRACTION〝3〟『PHANTOM』 オープニング曲
  - 約1年越しの初CD化
8. U R not alone [4:15]
  - NEWSに提供した曲のセルフカバー
9. アリアリガトウ [3:17]
  - 31stシングルのカップリング
  - 損保ジャパン「傘の花」CMソング
10. キミマツ [4:00]
  - 「第33回全国都市緑化よこはまフェア」公式テーマソング
  - 約1年越しの初CD化
11. Way with CReW [4:04]
12. 僕の唄 [4:25]
13. 声〜koe2018〜 [4:07]
14. ソビト [4:59]
  - 東映配給映画『キセキ -あの日のソビト-』主題歌
15. 福ある島 (通常盤) [4:06] 
(初回限定盤) [4:09]
  - 第69回 全国植樹祭 ふくしま2018 大会 テーマソング
16. PHANTOM 〜約束〜 [4:34]
  - 初回限定盤のみ収録のボーナストラック
  - ONE PIECE LIVE ATTRACTION〝3〟『PHANTOM』エンディング曲
  - 劇中の音源と異なり、GReeeeNのみのバージョンで収録されている。

### 初回限定盤DVD
- Music Video
  1. 暁の君に
  2. eeeeveryday
  3. テトテとテントテン with whiteeeen
  4. ハロー カゲロウ
  5. キミマツ